# 대한민국의 방위사업청 차장
방위사업청 차장(防衛事業廳 次長)은 청장을 보좌하는 직위로, 고위공무원단 가등급에 속하는 일반직공무원으로 보한다.

## 임명
- 방위사업청 차장은 대통령이 임명한다.

## 역할
- 방위사업청 차장은 청장을 보좌하여 소관사무를 처리하고 소속공무원을 지휘·감독하며, 청장이 사고로 직무를 수행할 수 없으면 그 직무를 대행한다.

## 역대 차장

### 방위사업청 차장
| 정부        | 대수           | 이름                            | 임기                            | 비고 |
| ----------- | -------------- | ------------------------------- | ------------------------------- | ---- |
| 노무현 정부 | 직무대리       | 정순목(鄭淳牧)                  | 2006년 1월 2일~2006년 1월 5일   |      |
| 노무현 정부 | 초대           | 이용철(李鎔喆)                  | 2006년 1월 6일~2006년 12월 4일  |      |
| 노무현 정부 | 2대            | 김종민(金鐘敏)                  | 2006년 12월 4일~2009년 2월 24일 |      |
| 이명박 정부 | 2대            | 김종민(金鐘敏)                  | 2006년 12월 4일~2009년 2월 24일 |      |
| 3대         | 정순목(鄭淳牧) | 2009년 2월 24일~2010년 2월 3일  |                                 |      |
| 4대         | 권오봉(權五俸) | 2010년 2월 3일~2012년 5월 8일   |                                 |      |
| 직무대리    | 오태식         | 2012년 5월 9일~2012년 5월 29일  |                                 |      |
| 5대         | 박청원(朴淸遠) | 2012년 5월 30일~2013년 4월 22일 |                                 |      |
| 박근혜 정부 | 직무대리       | 오태식                          | 2013년 4월 23일~2013년 5월 13일 |      |
| 박근혜 정부 | 6대            | 김철수(金喆洙)                  | 2013년 5월 14일~2015년 2월 15일 |      |
| 박근혜 정부 | 7대            | 진양현(陳良鉉)                  | 2015년 2월 16일~2016년 2월 3일  |      |
| 박근혜 정부 | 8대            | 문승욱(文勝煜)                  | 2016년 2월 4일~2017년 10월 12일 |      |
| 문재인 정부 | 8대            | 문승욱(文勝煜)                  | 2016년 2월 4일~2017년 10월 12일 |      |
| 9대         | 유정열(劉正悅) | 2017년 10월 13일~2018년 11월    |                                 |      |
| 11대        | 서형진(徐亨鎭) | 2020년 11월~2022년 9월 22일     |                                 |      |
| 윤석열 정부 | 12대           | 강환석(姜渙晳)                  | 2022년 9월 23일~                |      |

## 같이 보기
- 방위사업청
- 방위사업청장